# (1809) Prometheus
(1809) Prometheus ist ein Asteroid des Hauptgürtels, der am 24. September 1960 vom niederländischen Forscherteam Cornelis Johannes van Houten, Ingrid van Houten-Groeneveld und Tom Gehrels im Rahmen des Palomar-Leiden-Surveys entdeckt wurde.
Der Asteroid ist Mitglied der Koronis-Familie, einer Gruppe von Asteroiden, die nach (158) Koronis benannt ist. Die zeitlosen (nichtoskulierenden) Bahnelemente von (1809) Prometheus sind fast identisch mit denjenigen des kleineren, wenn man von der Absoluten Helligkeit von 14,4 gegenüber 11,6 ausgeht, Asteroiden (13680) 1997 PY.
Der Name von (1809) Prometheus ist von dem mythologischen griechischen Titanen Prometheus abgeleitet.